# Musée départemental breton
Le musée départemental breton de Quimper, créé en 1846 par la Société archéologique du Finistère, est installé dans l'ancien palais des évêques de Cornouaille, proche de la cathédrale Saint-Corentin. Se définissant comme un « musée de société », il présente l'archéologie et les arts (sculpture, costumes, mobilier, faïences, vitrail, peinture, etc.) du département du Finistère.

## Le bâtiment
Il occupe l'ancien palais des évêques de Cornouaille, bâtiment jouxtant la cathédrale construit du XVIe au XXe siècle. La partie la plus ancienne est la tour de Rohan, élevée en 1507 pour l'évêque Claude de Rohan, dans le style Renaissance du règne de Louis XII. Elle contient un escalier hélicoïdal qui s'achève par un plafond en bois sculpté en forme de palmier. Le décor du pourtour de ce recouvrement en chêne est entièrement sculpté : rinceaux, feuillages et animaux réels ou imaginaires (lion, cochon, renard, etc.) ainsi que des personnages énigmatiques (homme sauvage, acrobate, etc.).
Restaurées entre 1990 et 2001, les salles s'ordonnent suivant une distribution à la fois chronologique et thématique répartie en quatre sections : archéologie et arts anciens (de la Préhistoire au XVIIIe siècle) ; les costumes et leurs représentations par les artistes (XIXe-XXe siècles) ; la sculpture sur bois et le mobilier (XVe-XXe siècle) ; la céramique quimpéroise (XVIIIe-XXe siècles). Depuis 1997, les acquisitions annuelles du musée départemental breton font l'objet d'une présentation dans un article spécial du Bulletin de la Société archéologique du Finistère.
Les bâtiments de l'ancien évêché bénéficient de protections au titre des monuments historiques : classement en 1921 pour le « Donjon de Rohan » et inscription en 1983 pour les façades et toiture et pièces du premier étage.

Ancien palais épicopal de Quimper (actuel musée départemental breton)
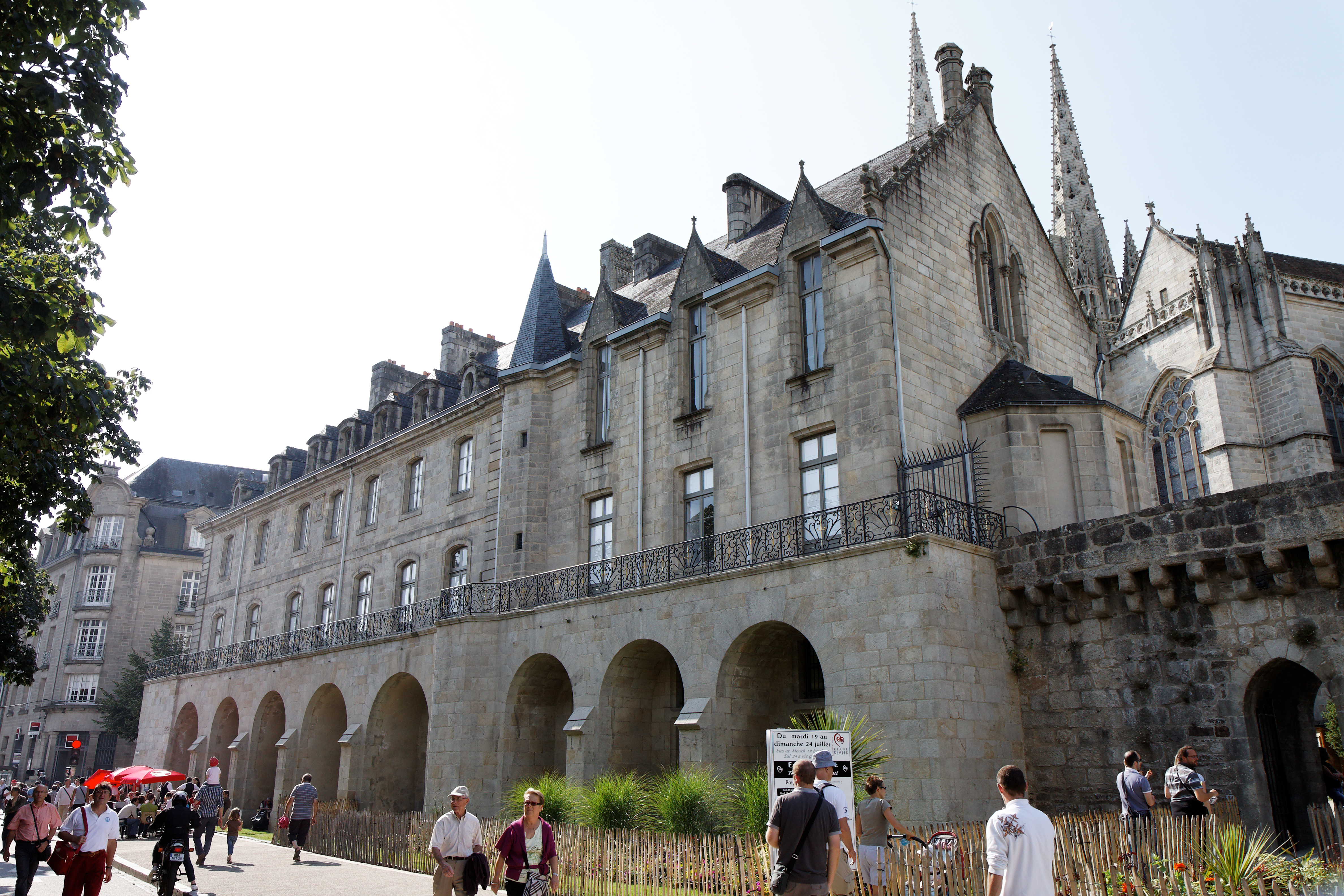
Vue côté Odet.
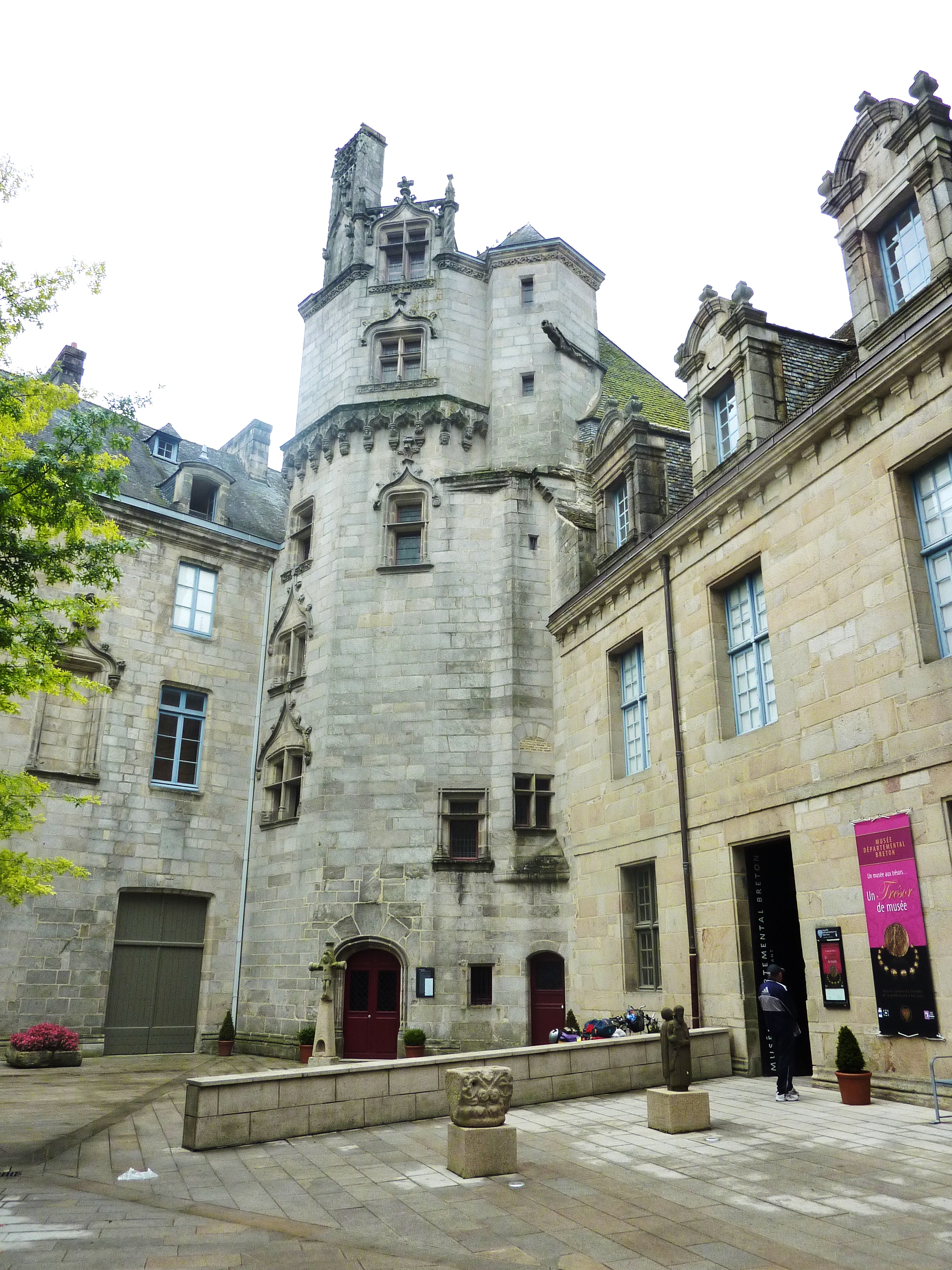
Tour de Rohan.

## Fréquentation
Pour des raisons techniques, il est temporairement impossible d'afficher le graphique qui aurait dû être présenté ici.

## Collections
Le circuit de visite des collections permanentes commence par une évocation de la Préhistoire et de la Protohistoire à travers quelques pièces majeures telles que la torsade (ceinture) d'or d'Irvillac (Âge du bronze) et le collier d'or de Tréglonou (âge du fer) qui comptent parmi les plus importants exemples d'orfèvrerie protohistorique découverts en France. La section suivante, organisée autour du pavement monumental des thermes d'une villa gallo-romaine, est consacrée au mode de vie des habitants de la cité gallo-romaine de la tribu des Osismes, peuple gaulois dont le territoire couvrait à peu près celui de l'actuel Finistère : sculpture profane et religieuse monumentale (stèle dite « aux quatre dieux », Hercule, Neptune de Douarnenez) ou domestique, divinités protectrices du foyer, céramique gauloise et gallo-romaine, accessoires de la toilette, monnaies d'or des Osismes, trésor monétaire gallo-romain, etc.

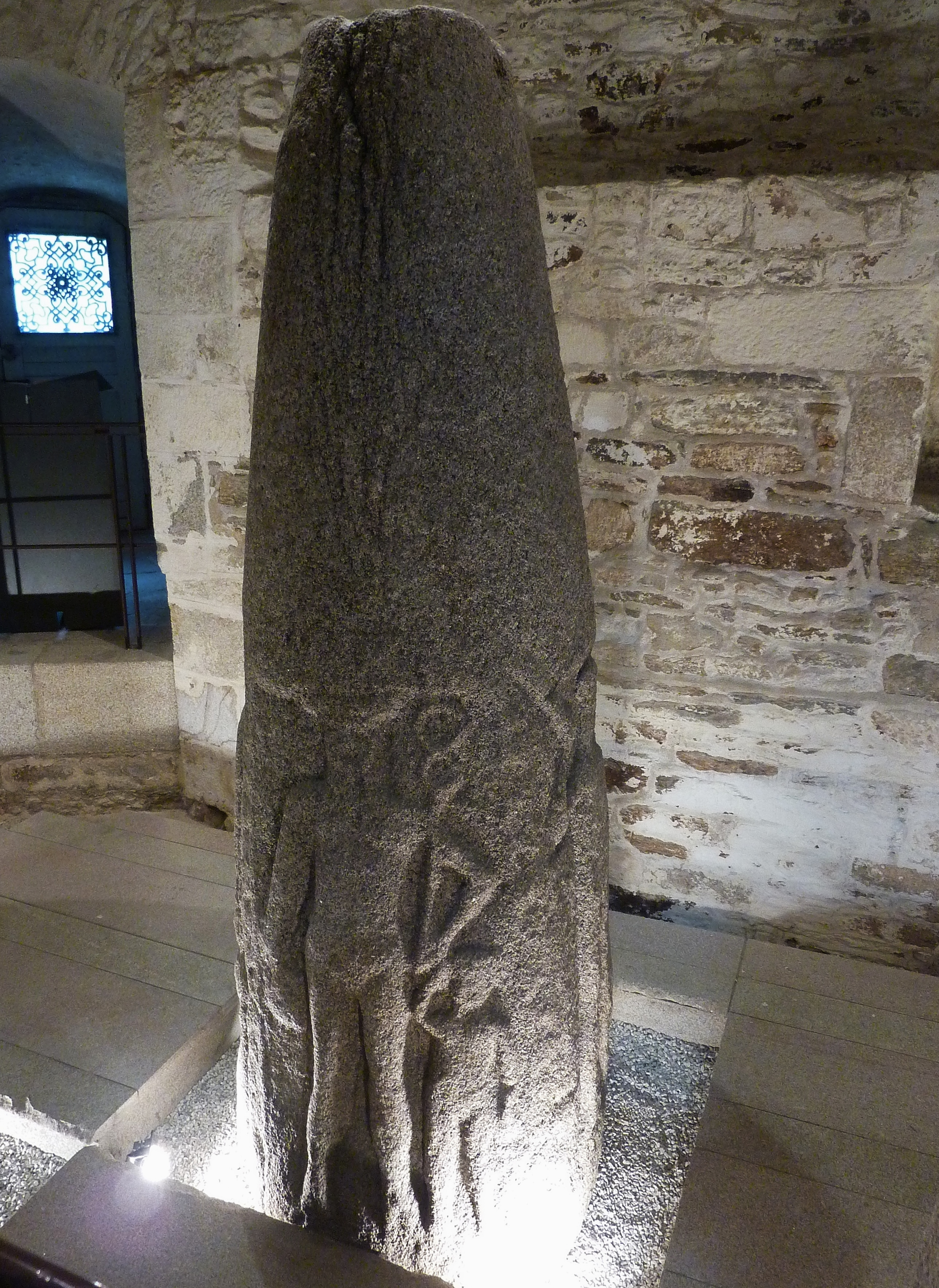
Plobannalec-Lesconil : Stèle de Kervadol, du second âge du Fer, avec des bas-reliefs de l’époque gallo-romaine représentant cinq divinités.
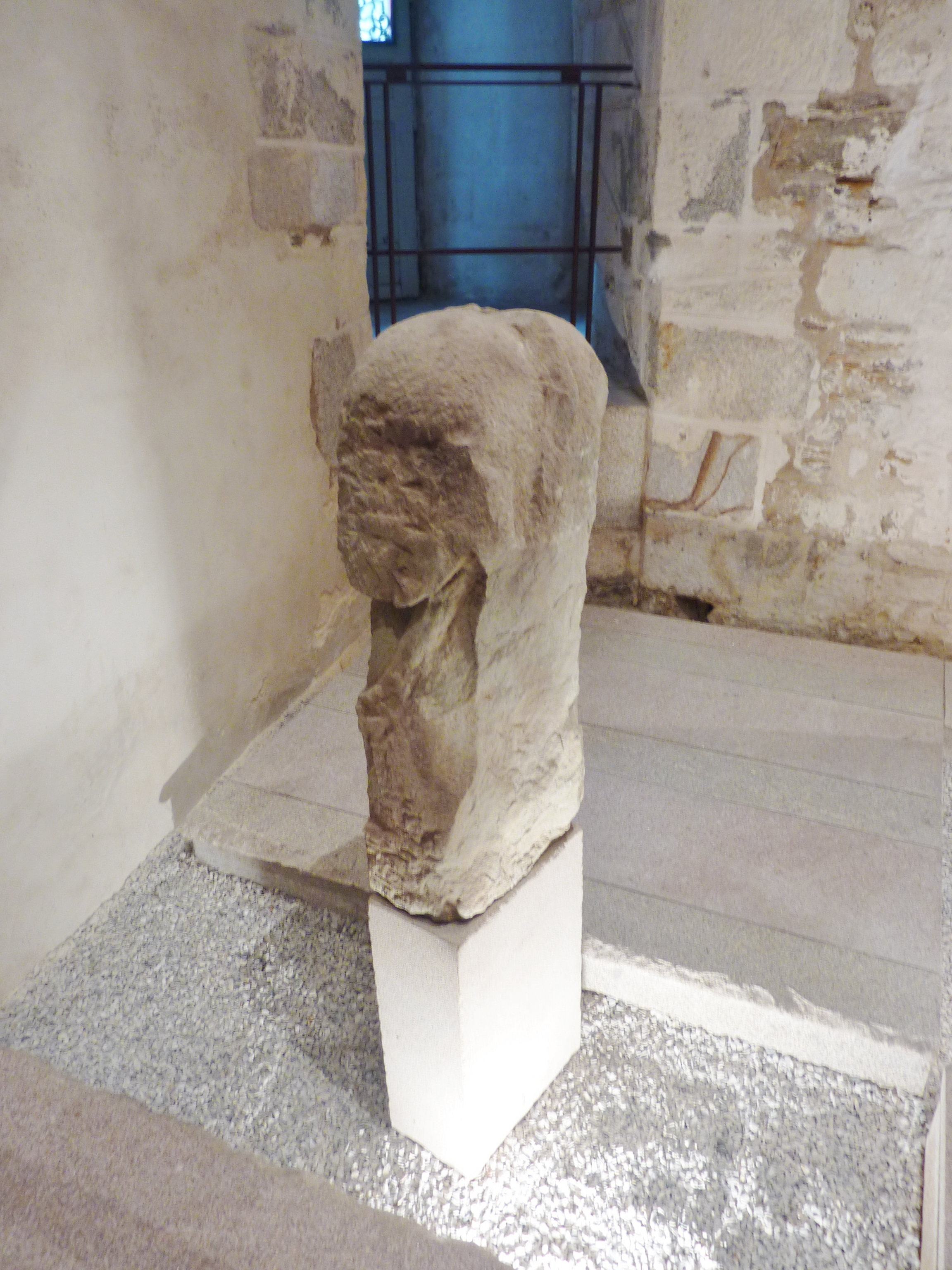
Lennon, Kergonniou : stèle gauloise à deux têtes adossées.
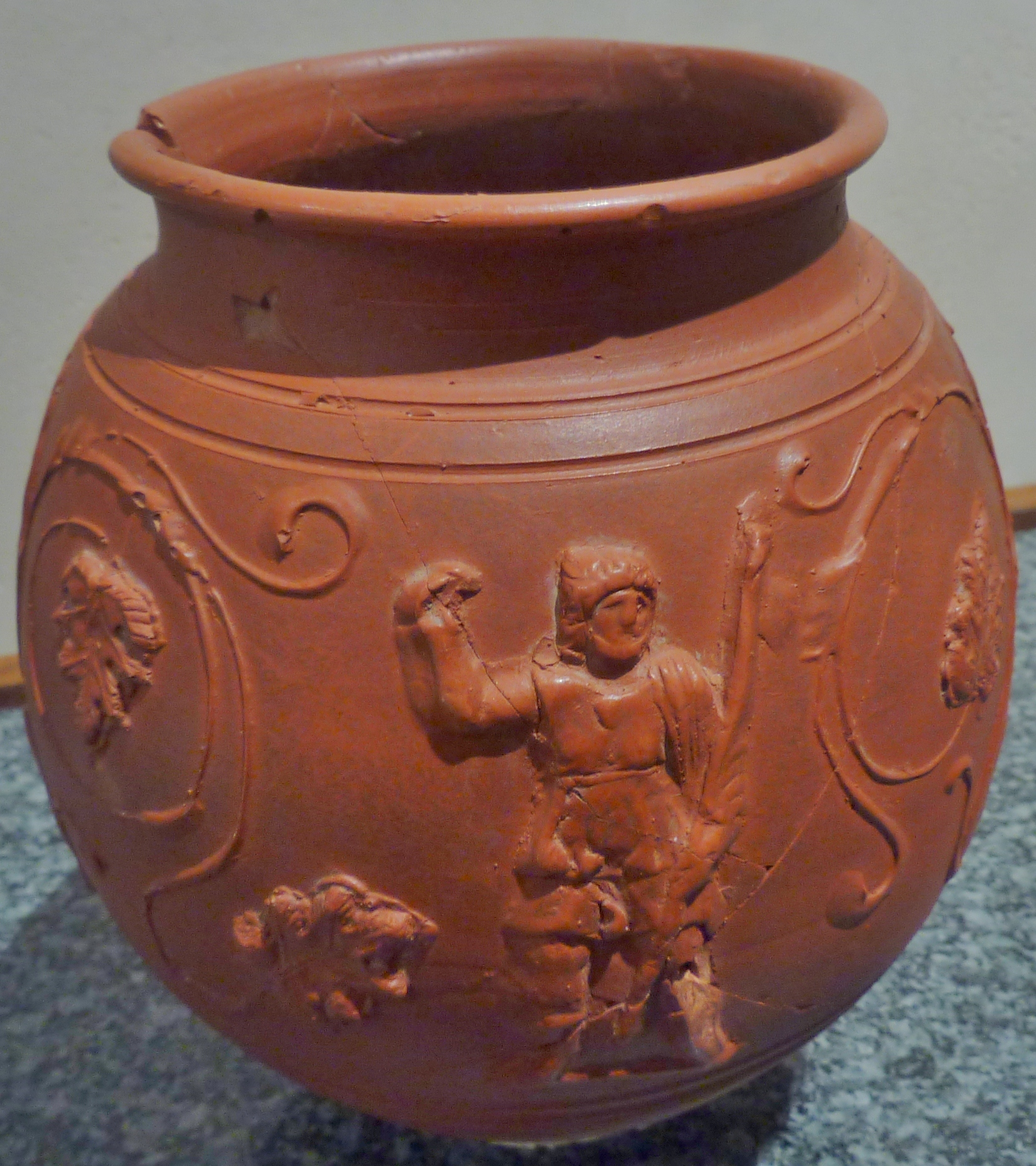
Carhaix-Plouguer : vase gallo-romain à décor de guerrier, du dieu Bacchus et de pampres (entre 180 et 250 apr. J.-C.).
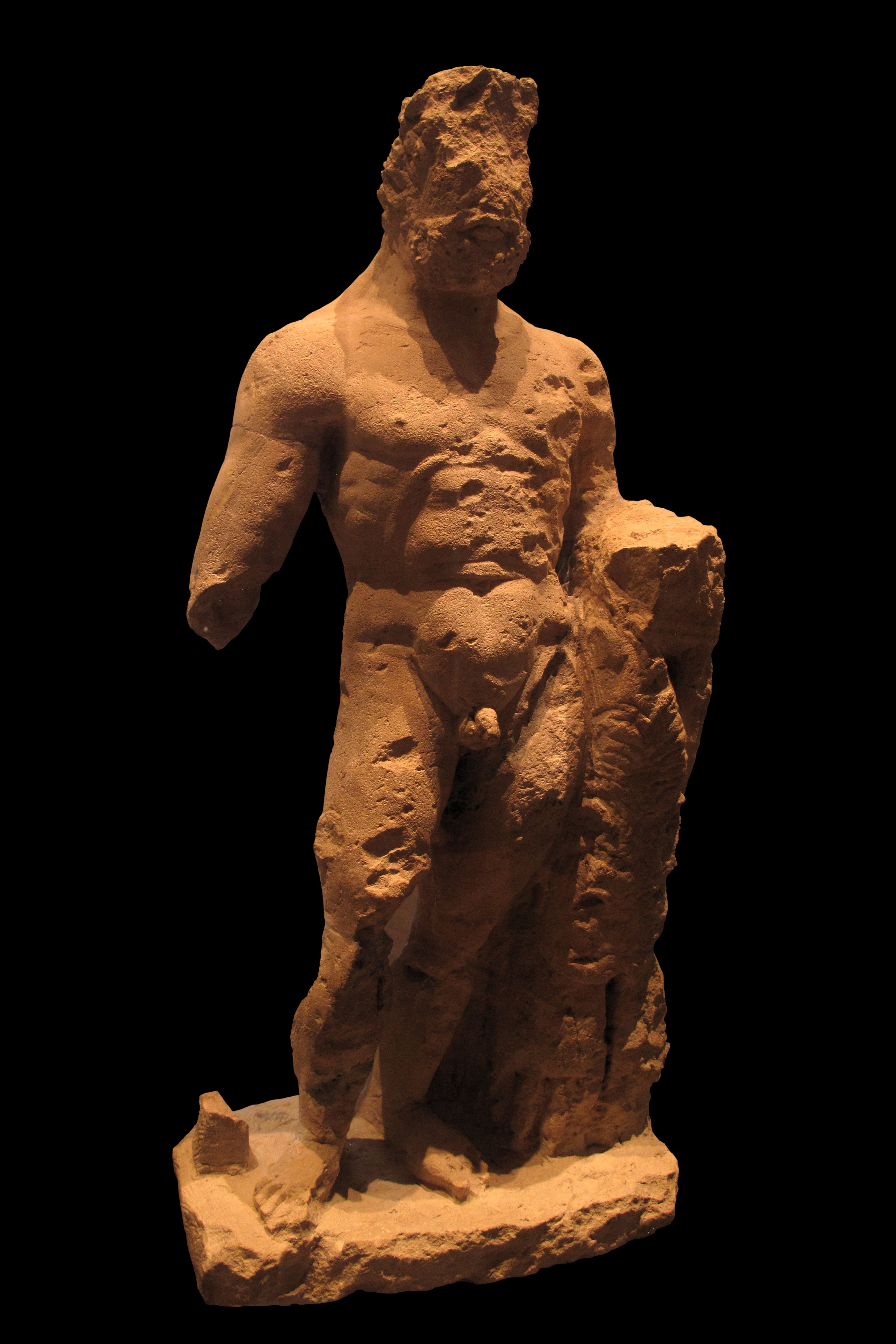
Douarnenez (trouvée dans une cuve de salaison du Port-Rhu) : statue d'Hercule (IIIe siècle apr. J.-C.).
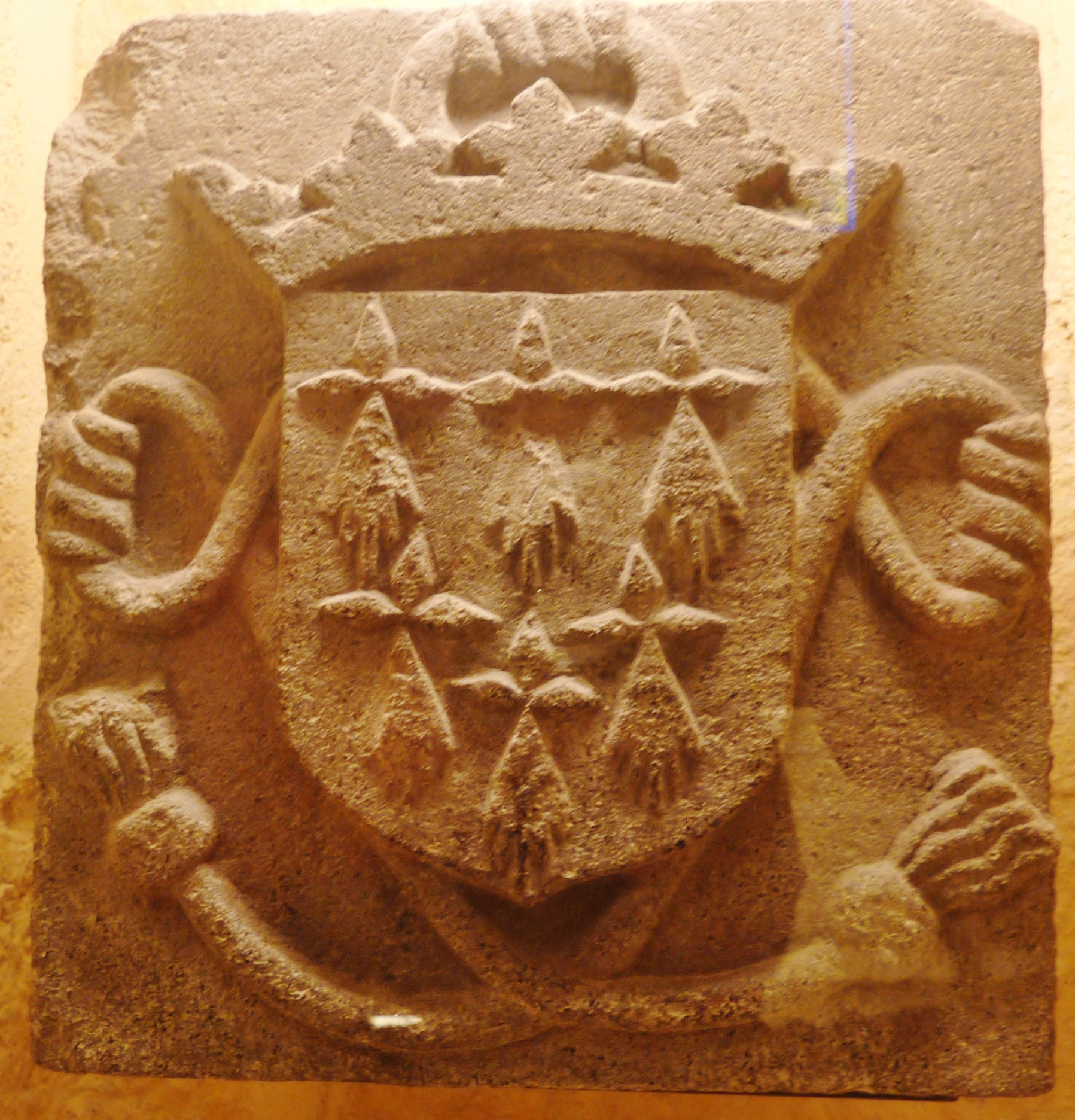
Brest, tour de la Motte-Tanguy : pierre armoiriée (blason de Bretagne).

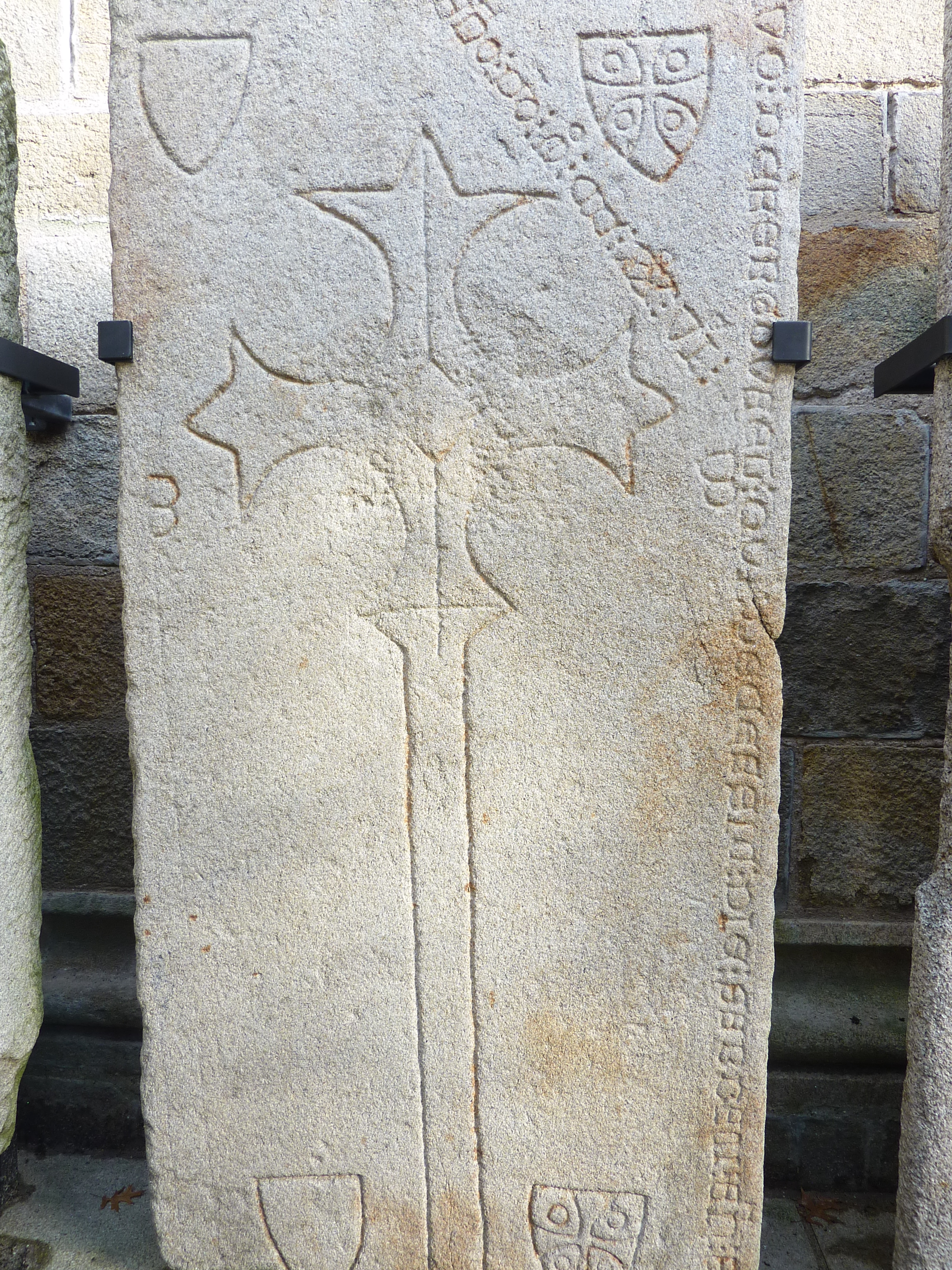
Quimper : dalle funéraire en granite datée de 1336.
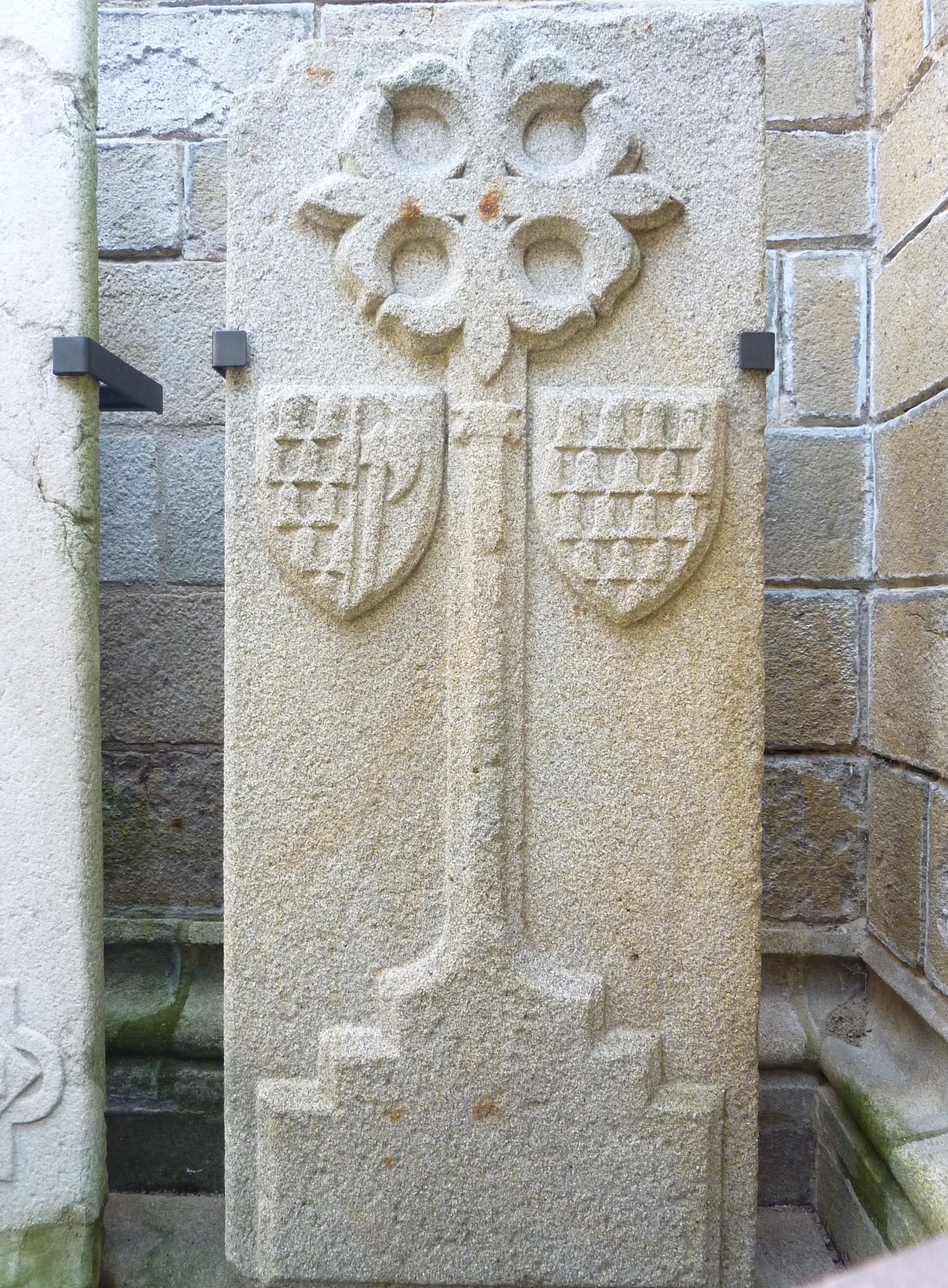
Quimper : dalle funéraire en granite du XVe siècle.
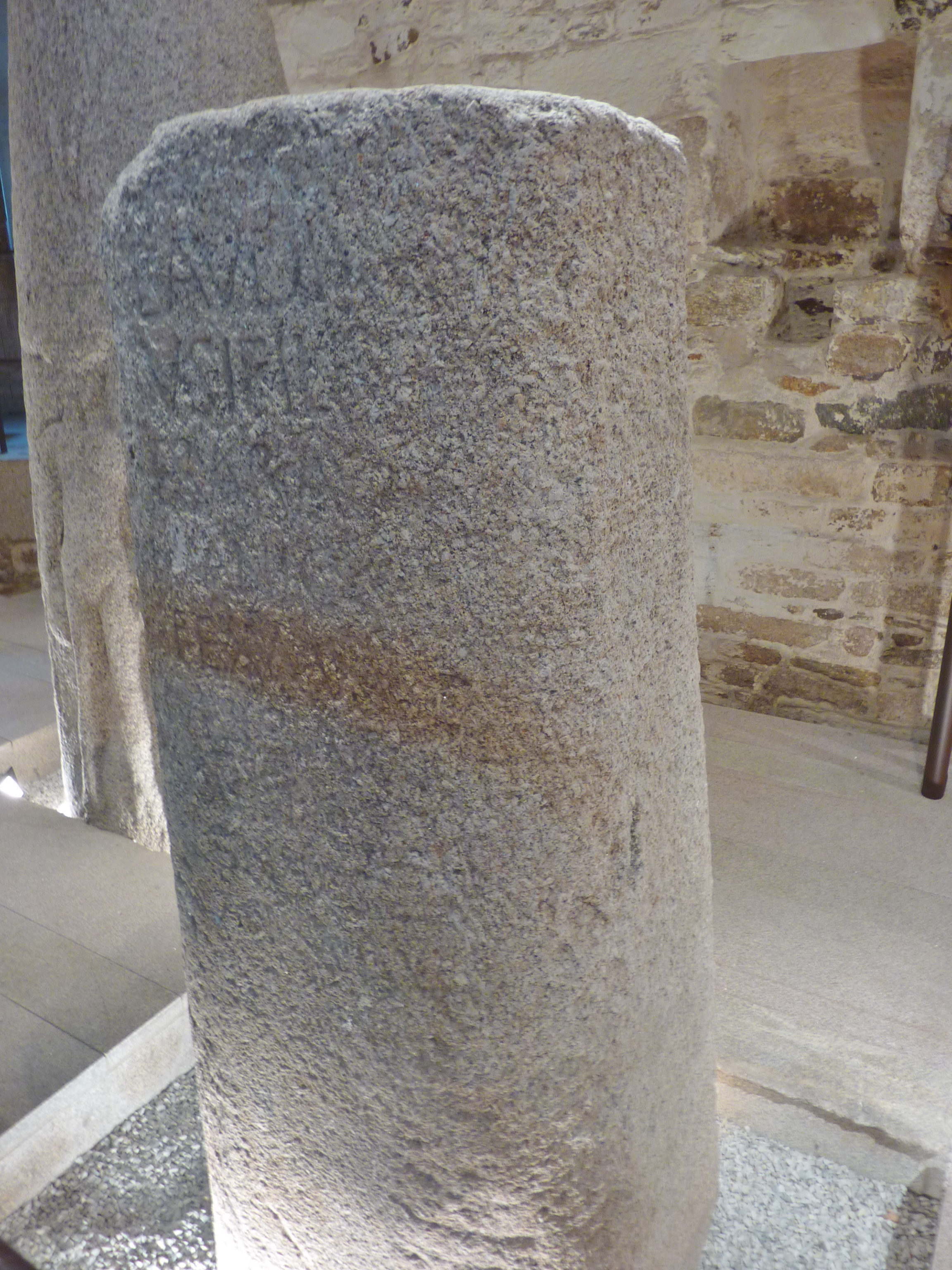
Kernilis : la borne milliaire de Kerscao.
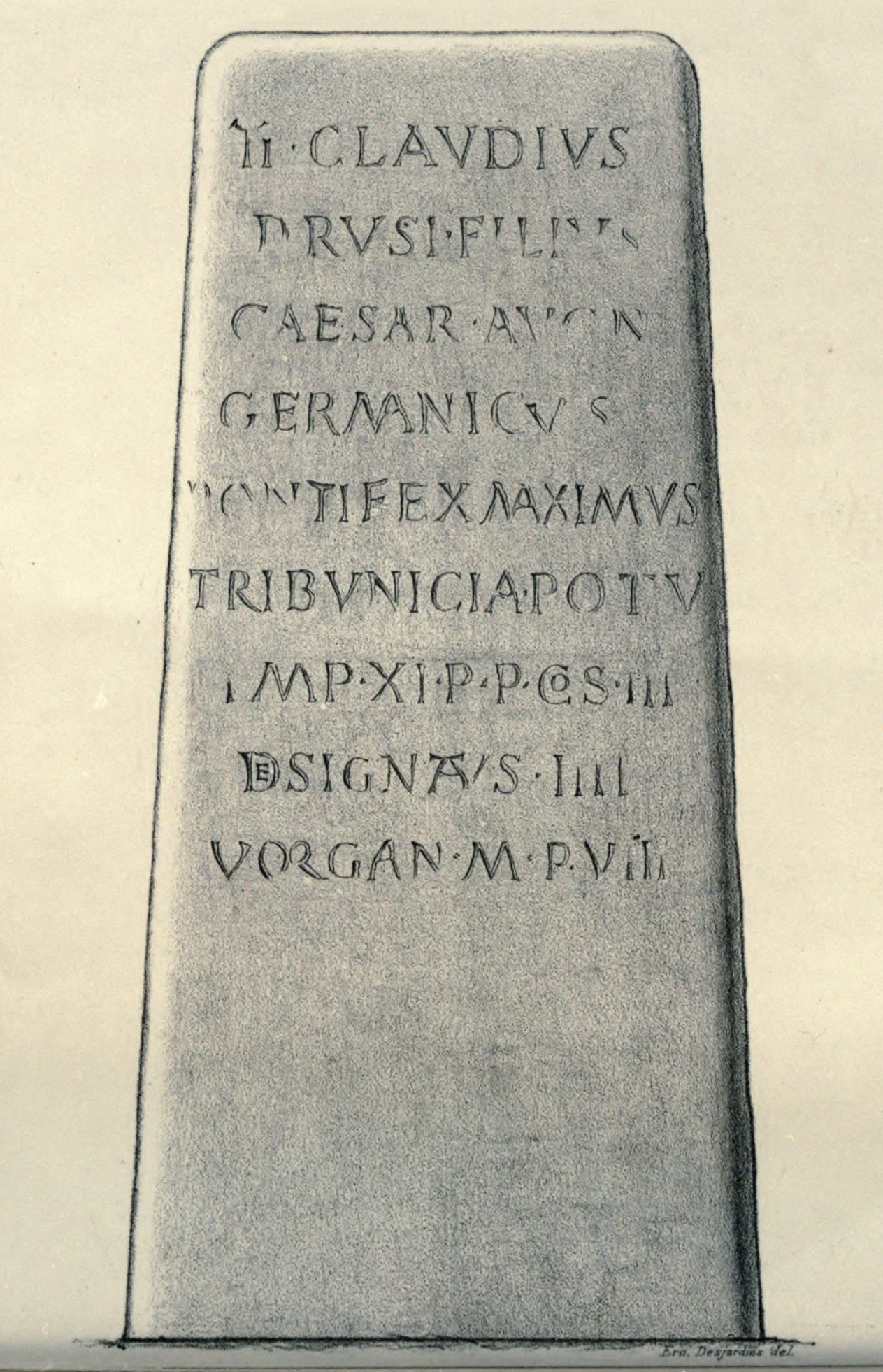
Kernilis : la borne milliaire de Kerscao.

Les salles suivantes du rez-de-chaussée sont consacrées aux arts du Moyen Âge (chapiteaux romans (XIIe siècle ; pierre tombale de Grallon de Kervastar (XIVe siècle) ; bas-reliefs aux anges (XVe siècle), etc.), de la Renaissance (mausolée à gisant du chevalier Troïlus de Mondragon, vers 1550 ; Sainte Trinité aux Anges musiciens début du XVIe siècle, etc.) et des périodes classique et baroque (ensemble de sculpture d'église ; mausolée d'Yves Le Bervet du Parc par le sculpteur Roland Doré (XVIIe siècle), etc.). Deux grands vitraux du XVIe siècle témoignent de la double influence italienne (vitrail de Saint-Exupère en Dinéault) et germanique (verrière de la Crucifixion de Langolen) sur l'art du vitrail durant la Renaissance bretonne des XVIe siècle et XVIIe siècle. Une vitrine est réservée au trésor monétaire de Saint-Pol-de-Léon, ensemble de monnaies d'or du XIVe siècle présenté avec les tirelires de terre cuite dans lequel il nous est parvenu. L'art de l'orfèvrerie est représenté par des pièces des XVe (livre-reliquaire), XVIe (coupe quimpéroise d'argent et vermeil), XVIIe et XVIIIe siècles (coupes de mariage, etc.).

Scrignac, ancienne chapelle de Koat-Keo (ou Coat-Quéau)
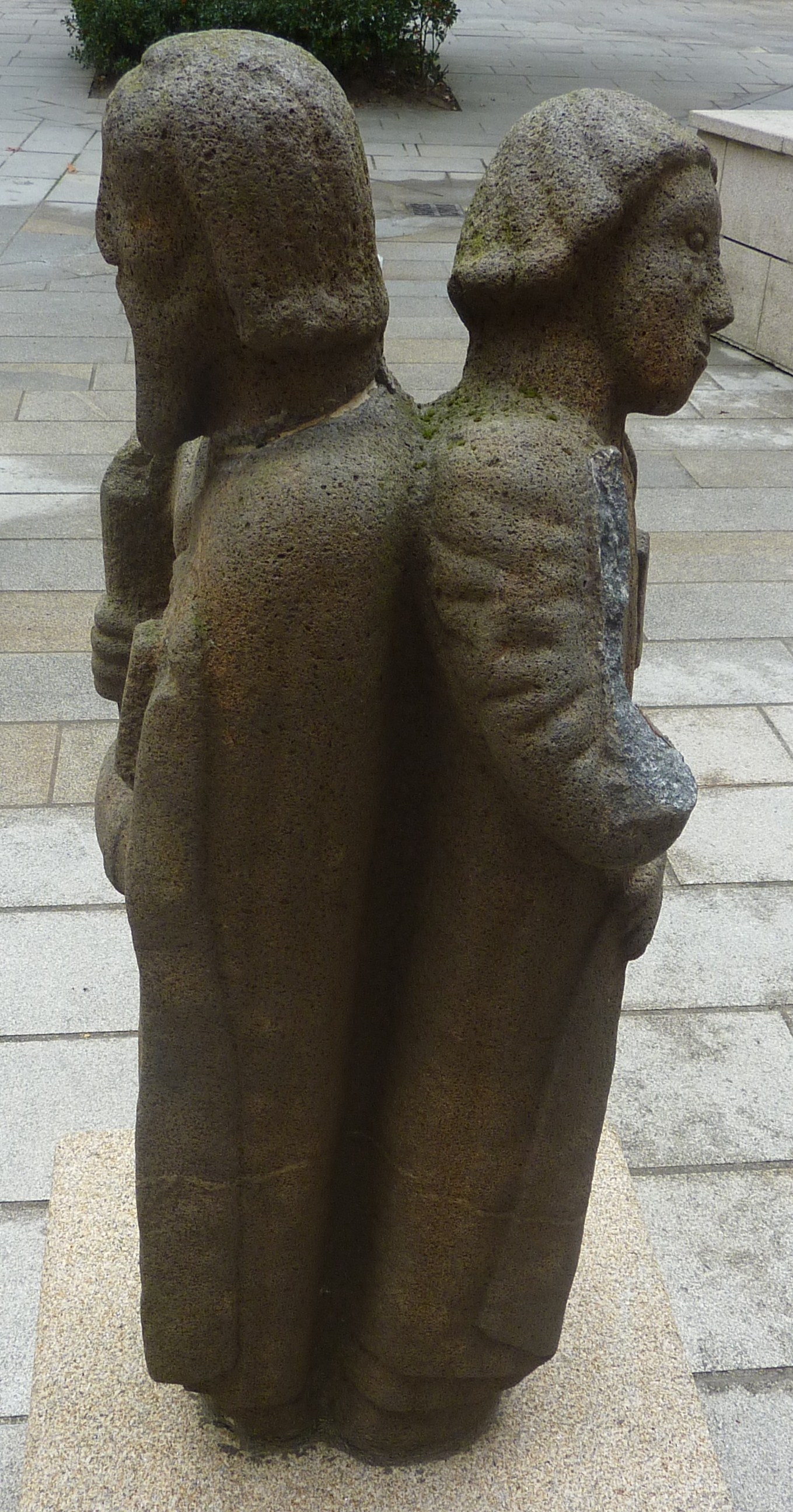
Statue géminée de saint Jean l'apôtre et de saint Pierre.
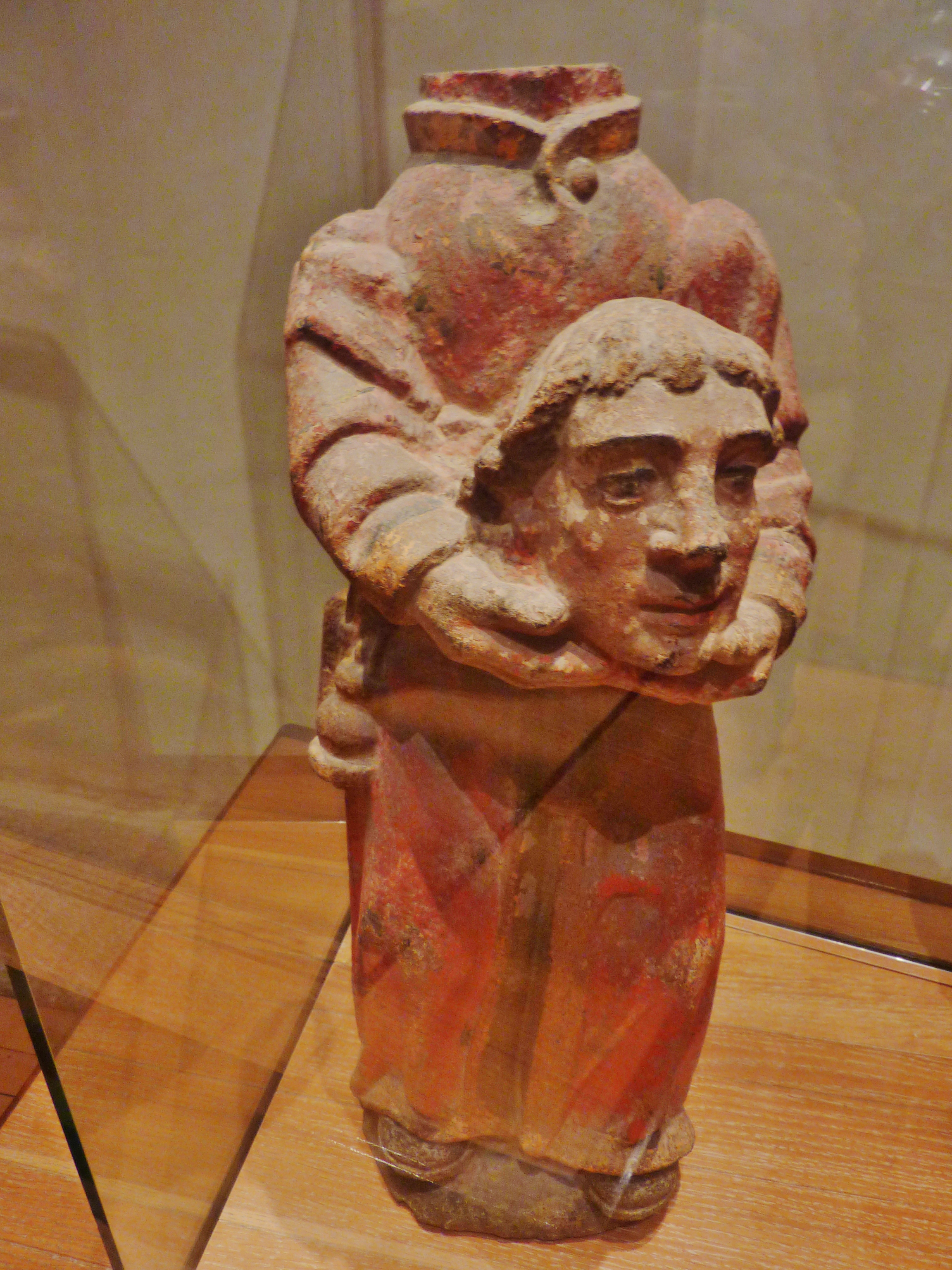
Saint Trémeur enfant, portant sa tête dans ses mains.
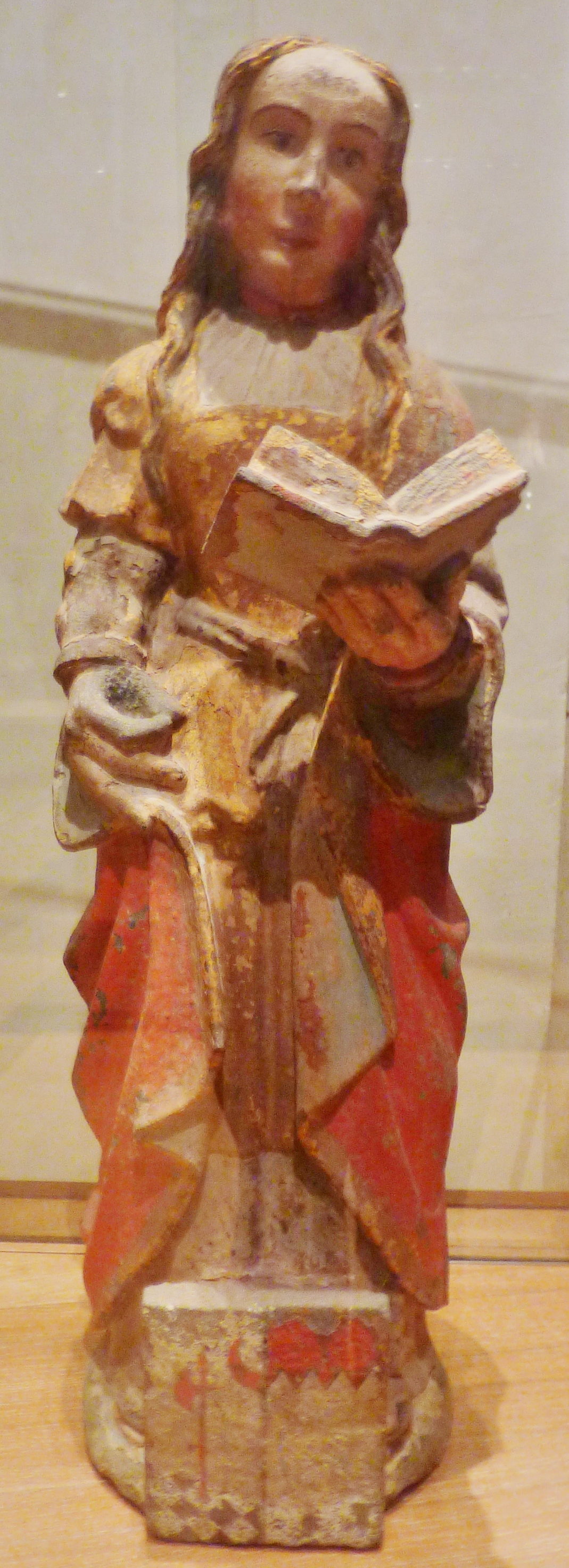
Sainte non identifiée.
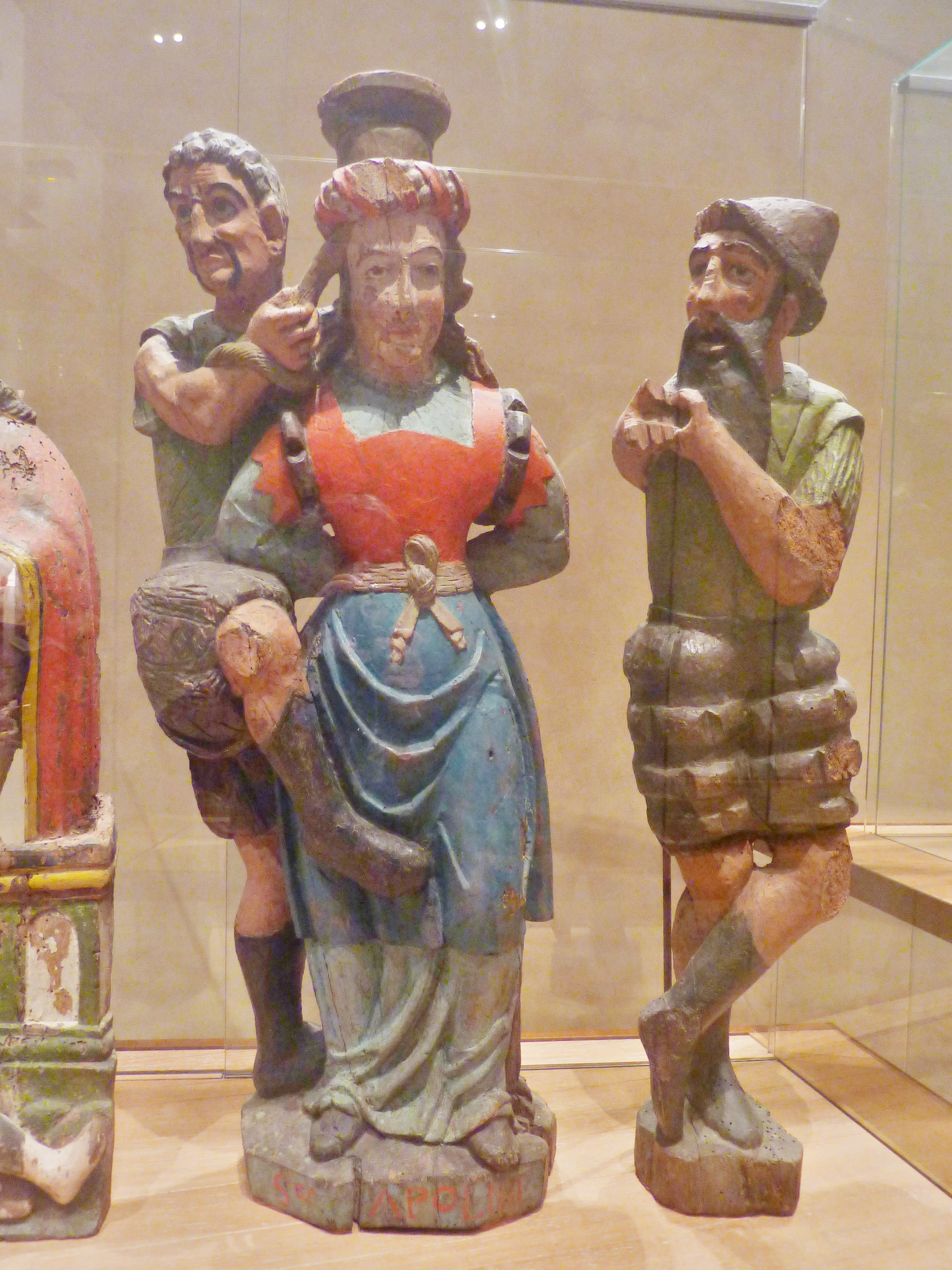
Statues de sainte Apolline et ses bourreaux (bois peint, vers 1560).

Autres provenances
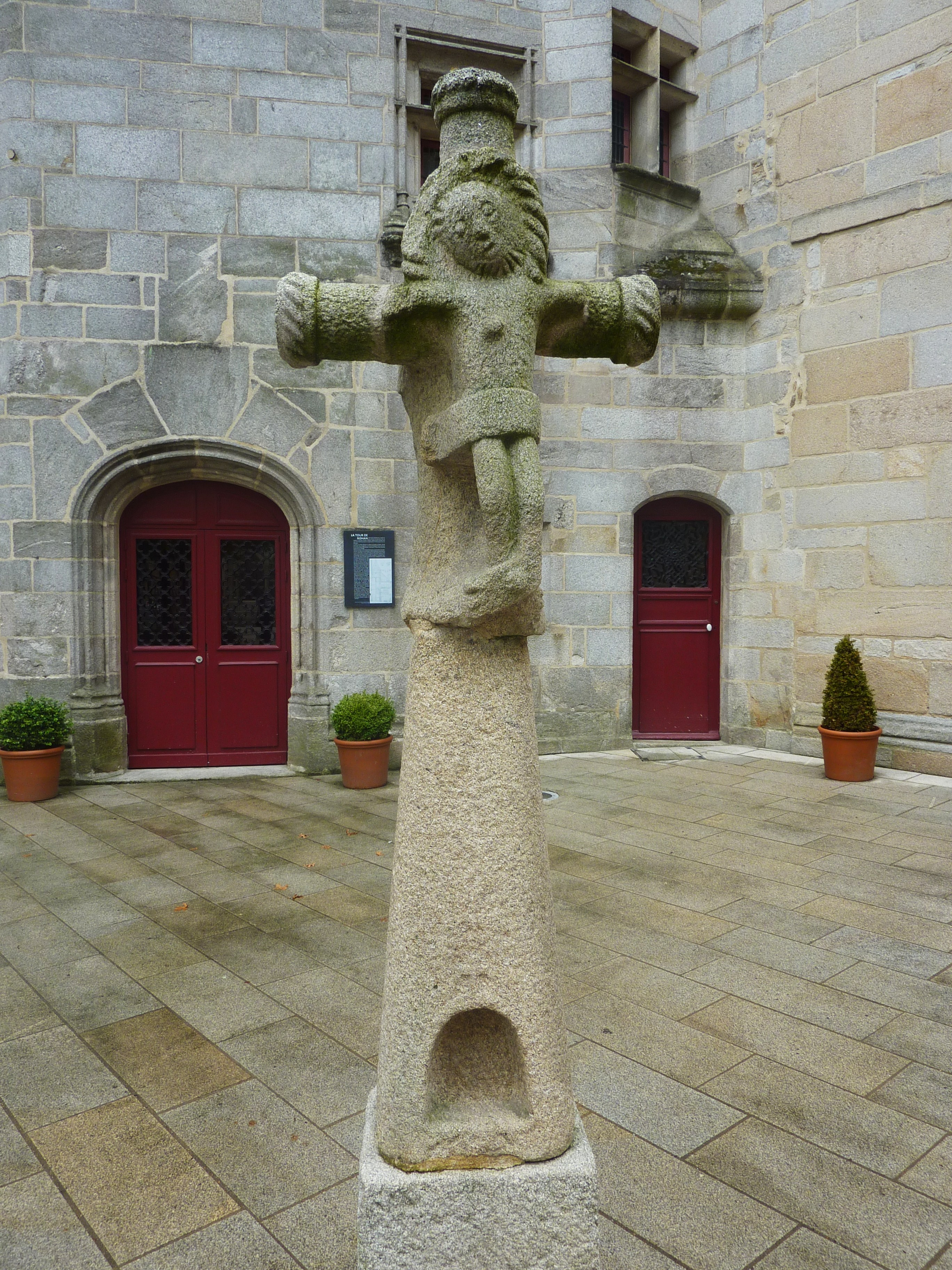
Gouesnac'h : le calvaire (XVe siècle).
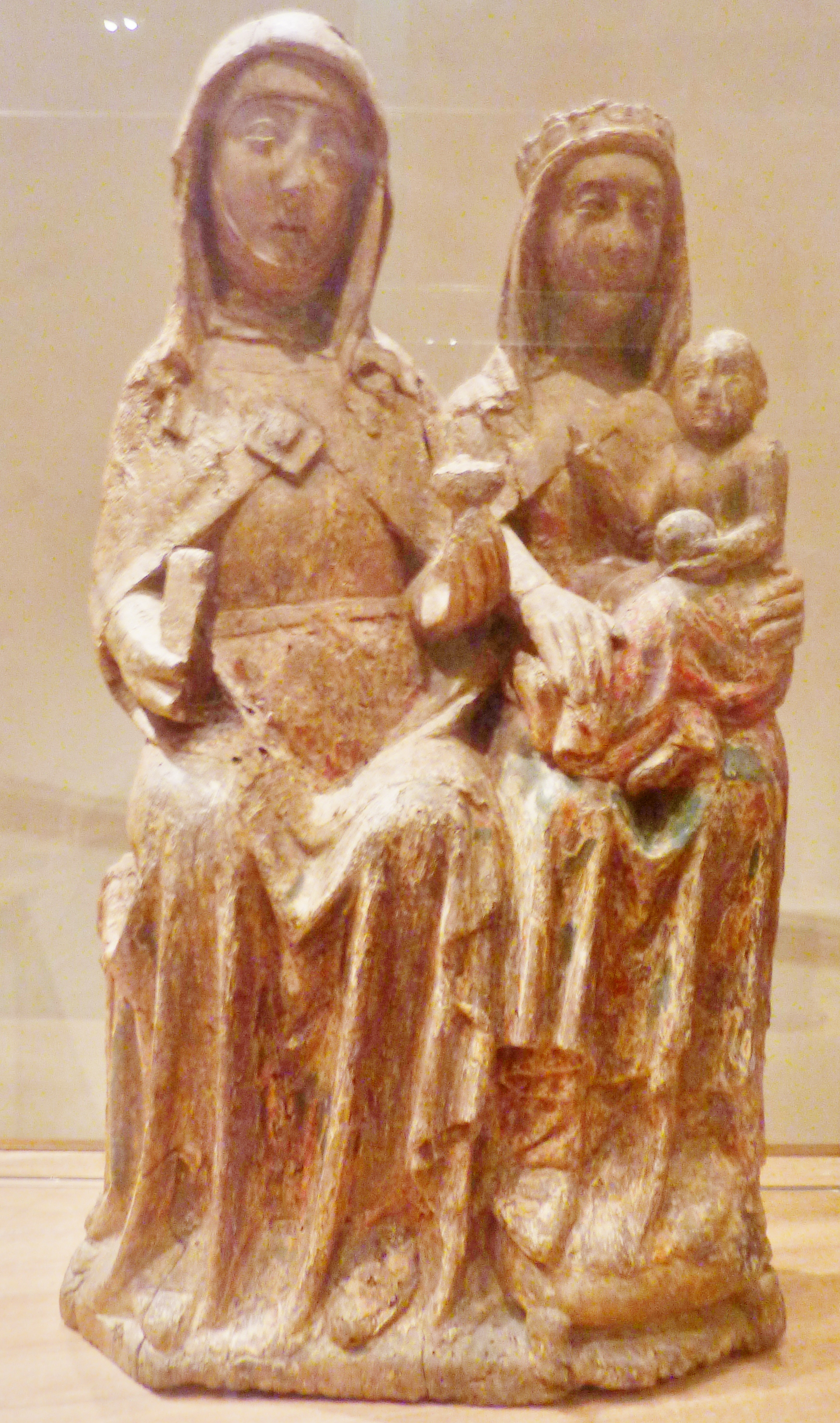
Saint-Goazec (chapelle du manoir de Trévarez) : Sainte Anne, la Vierge et l'Enfant Jésus (bois peint, XIIIe ou XIVe siècle).
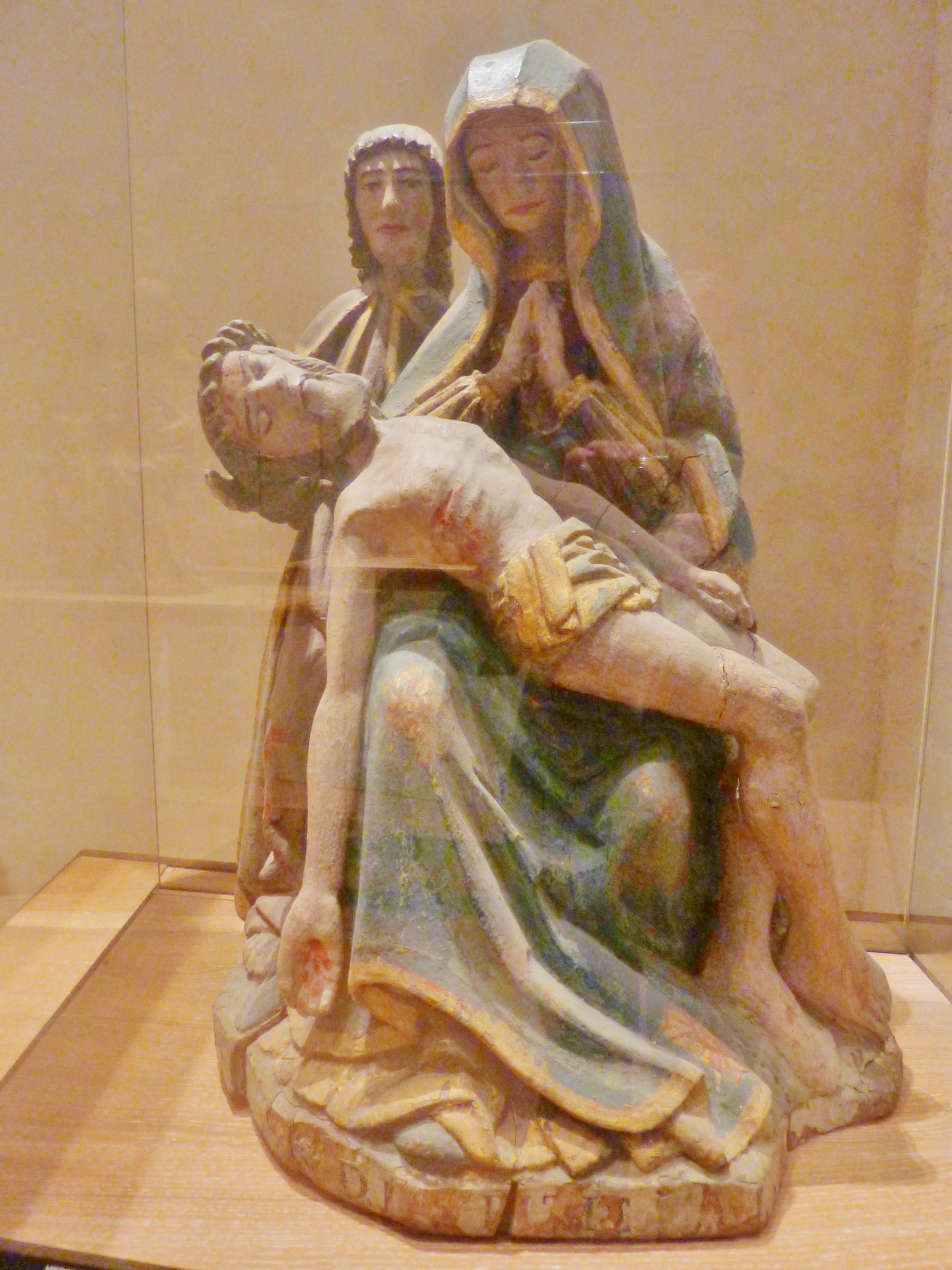
Saint-Goazec(chapelle du manoir de Trévarez) : Vierge de Pitié priant devant le corps du Christ, accompagnée de saint Jean l'Apôtre.
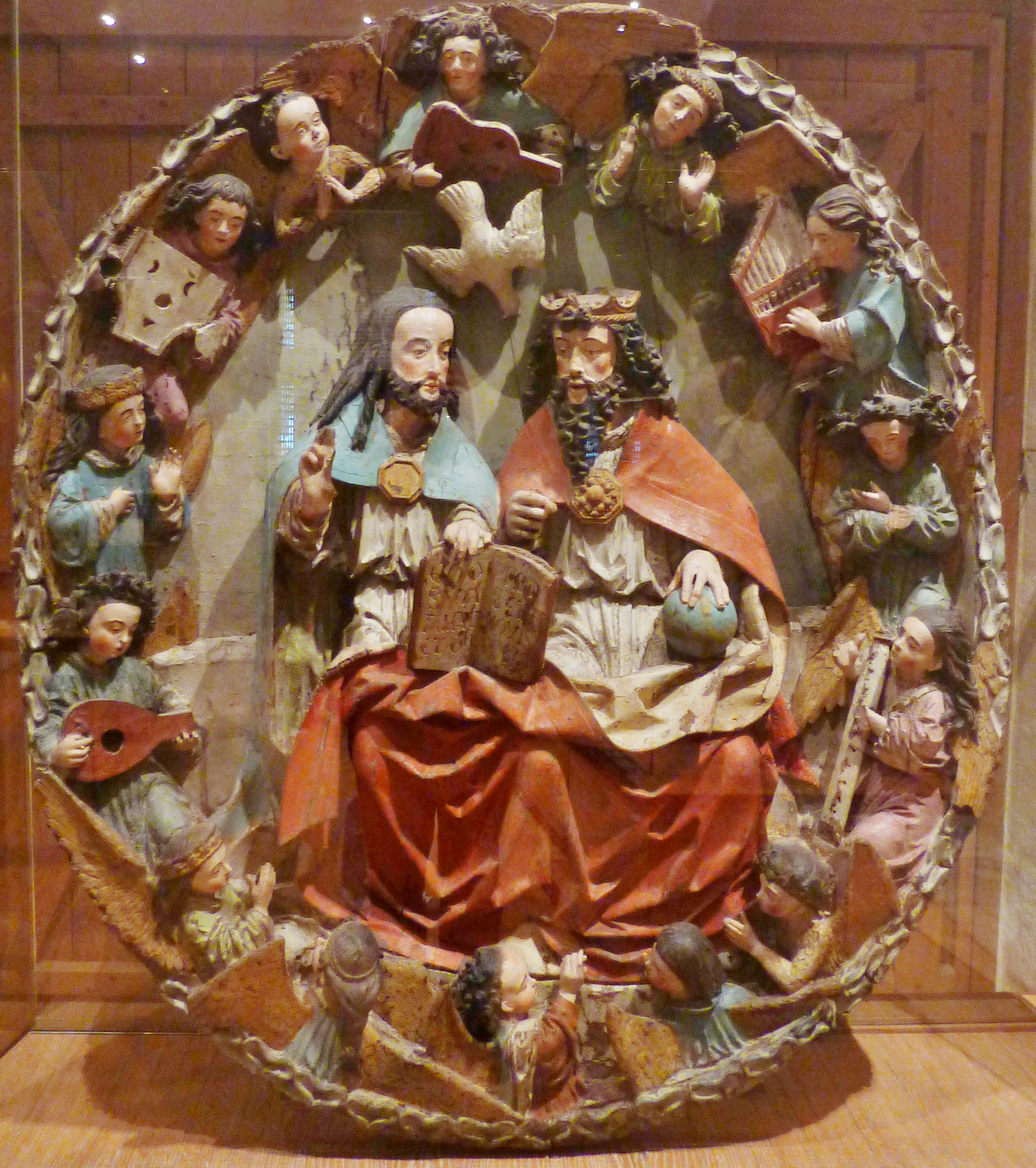
Quimper, cathédrale Saint-Corentin : Sainte-Trinité aux anges musiciens (bois peint, XVe siècle, provenant probablement de Rhénanie).
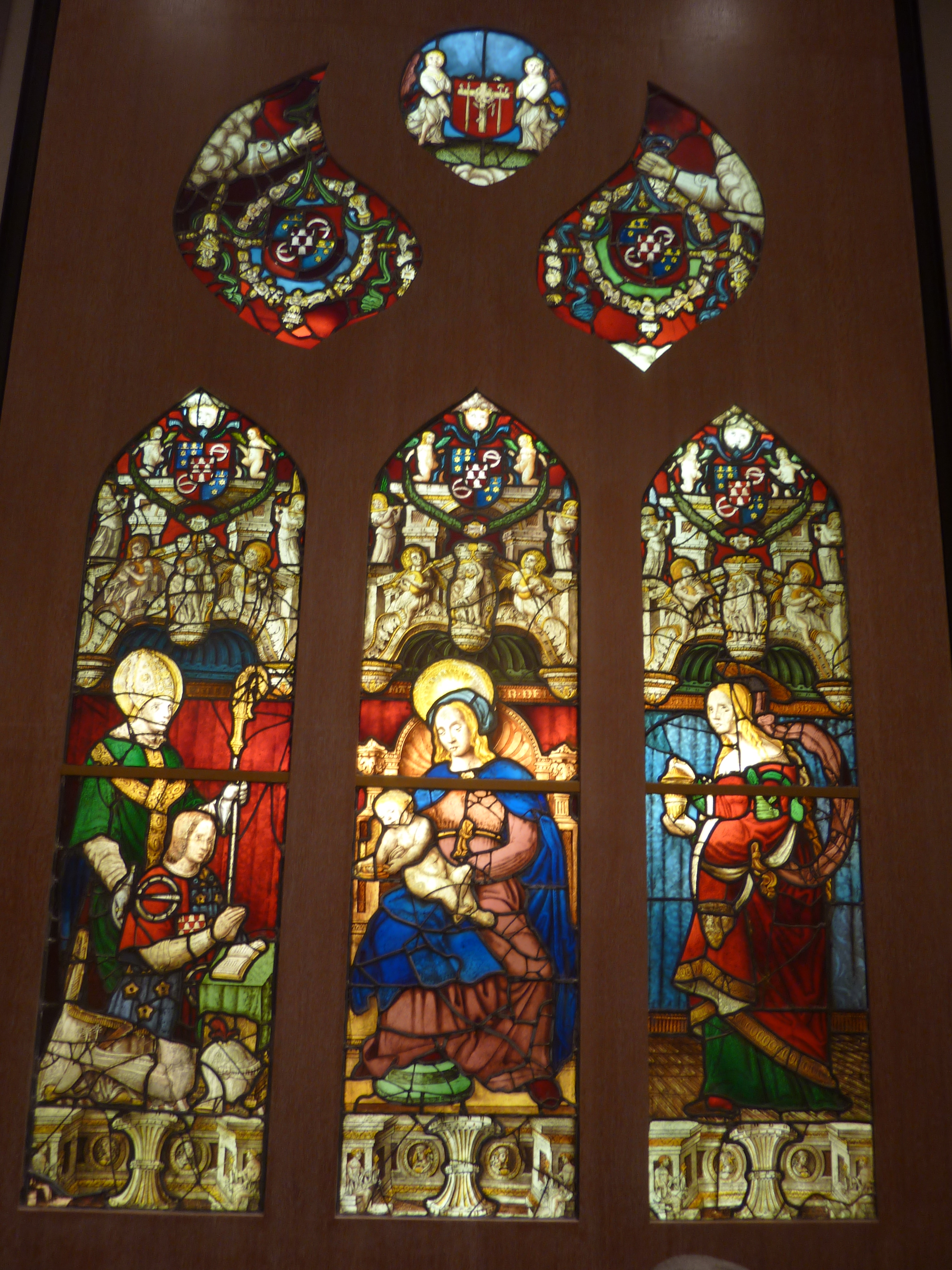
Dinéault, chapelle Saint-Exupère : vitrail Vierge à l'Enfant entourée de sainte Marie-Madeleine, de saint Paterne et du donateur Raoul de Kersauson (1535).
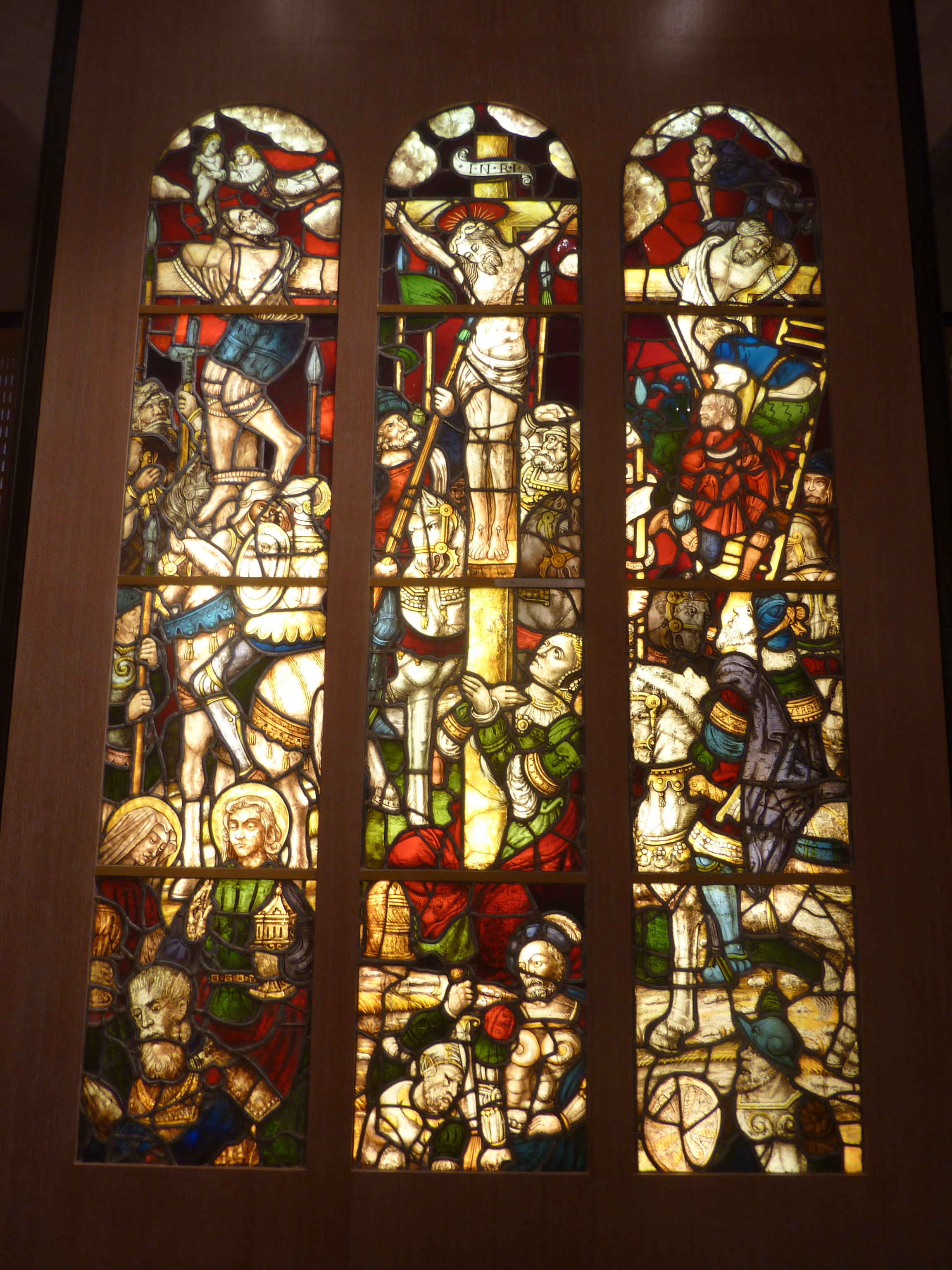
Vitrail La Crucifixion du Christ entre le Bon et le Mauvais larron (provenance inconnue, XVIe ou XVIIe siècle).

Au deuxième niveau, les quatre salles de l'ancienne suite de l'évêque (XVIIIe siècle) ont conservé leurs lambris et leur parquet d'origine. Elles sont consacrées aux costumes du Finistère aux XIXe et XXe siècles. Une trentaine de mannequins et de photographies anciennes présentent une sélection des modes vestimentaires (Pays Bigouden, pays de Quimper, pays de Fouesnant, de Douarnenez, etc.) et leur ornementation (broderie, dentelles, bijoux…). Cette section est constituée de 4 parties, la première est consacrée aux vêtements de travail et du quotidien des finistériens, la second présente des extraits de films avec des  scènes de travail ou de marchés. Une salle est consacrée aux vêtements des grands évènements de la vie, arborant les coupes particulières aux décors brodés, peints ou perlés. Enfin la dernière salle présente une mode différente tous les ans (Pays bigouden en 2023 - Le Poher en 2024 - Ouessant en 2025). Elle permet de découvrir les évolutions vestimentaires au sein d'une communauté en lien avec son économie, accueillant  des influences et conservant des particularités à chaque génération, sur environ un siècle.

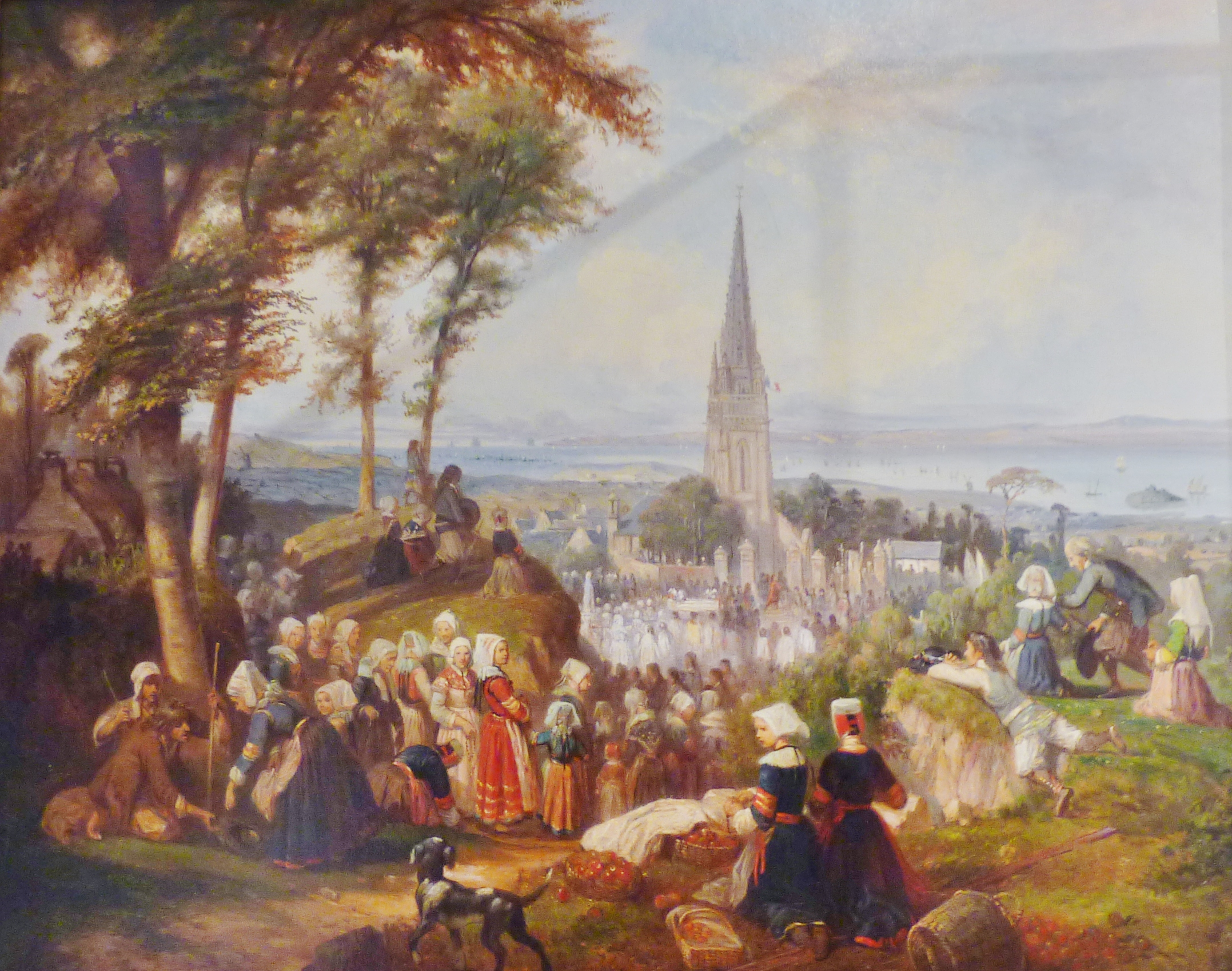
Louis Caradec, Pardon à Ploaré vers 1850.
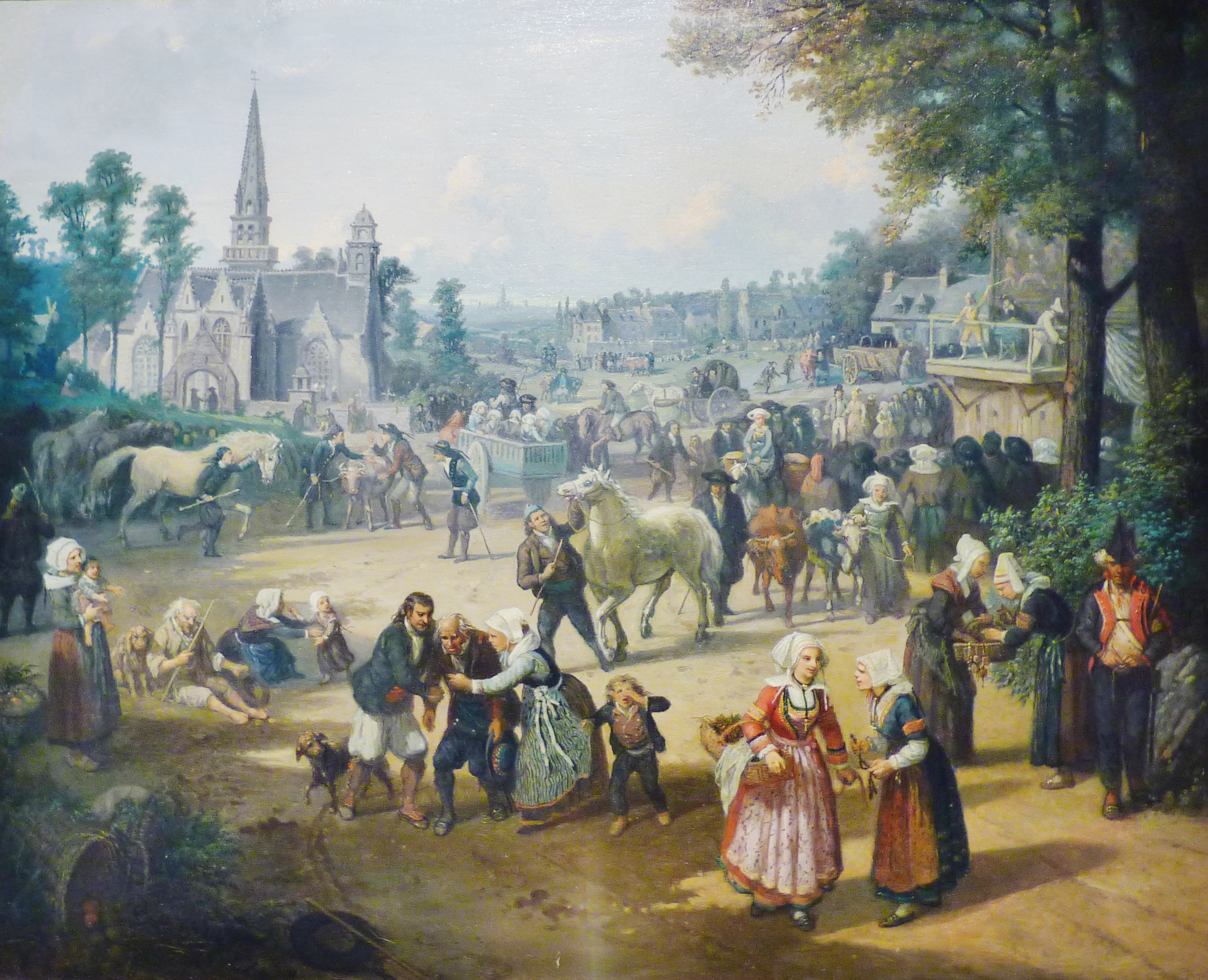
Louis Caradec, Fête bretonne (vers 1850).
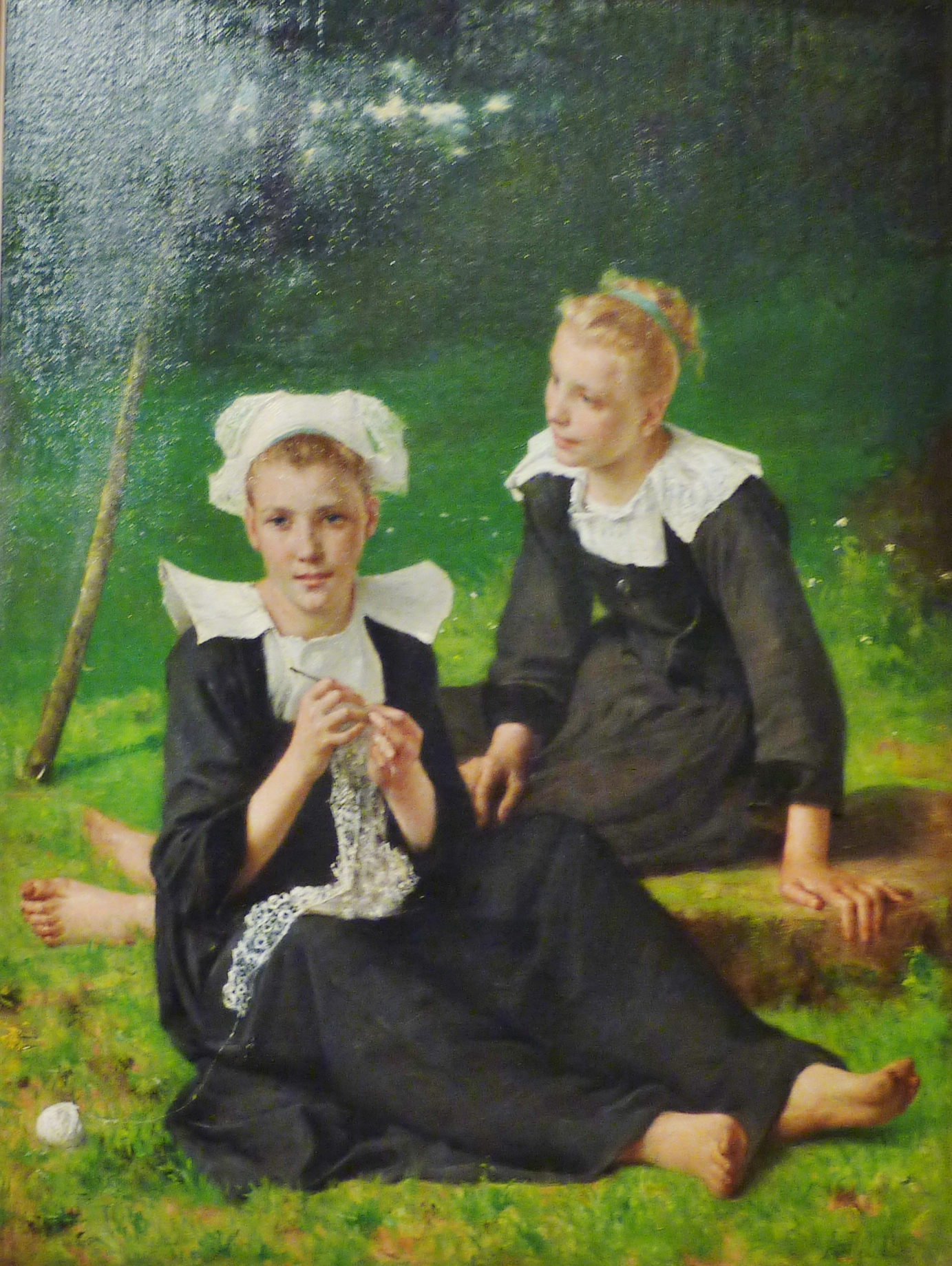
François-Alfred Delobbe, Jeunes dentellières de Beuzec-Conq (huile sur toile, vers 1905).
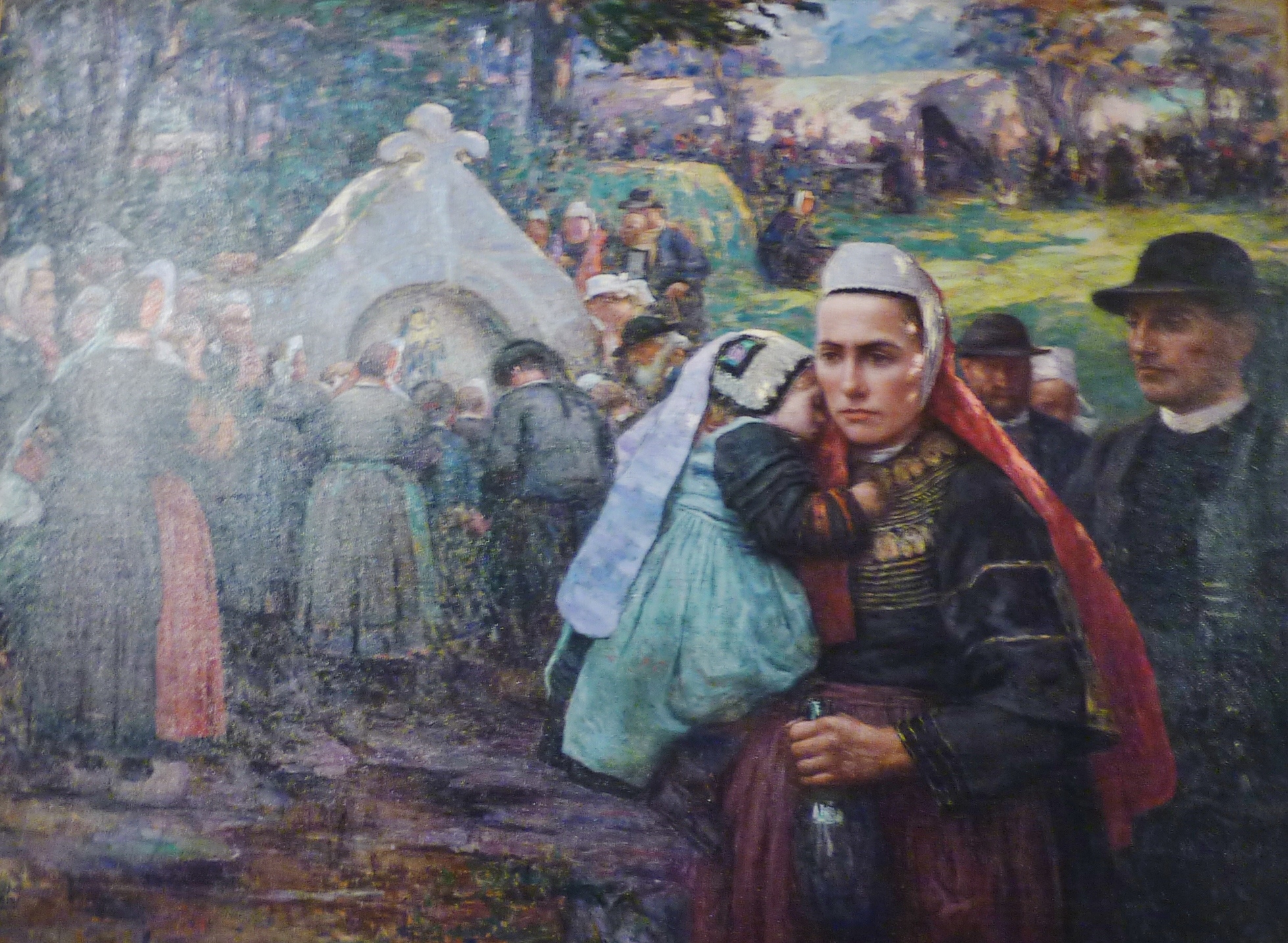
Henri Guinier, La fontaine miraculeuse, pardon des aveugles (1914). Chapelle de La Clarté, Combrit (Pays bigouden).

Deux autres salles, dont l'une située dans la tour de Rohan est décorée de fresques du XVIIIe siècle, retracent l'évolution du mobilier et de la sculpture sur bois depuis le XVe jusqu'au XXe siècle : sculptures de façades de maisons médiévales, table Renaissance, coffres et devants de coffres, presse à lin, armoires de mariage, vaisselier, lit-clos, etc. La section comporte également des exemples du mobilier breton moderne élaboré dans l'entre deux-guerres par des artistes tels que Jeanne Malivel, René-Yves Creston (mobilier du pavillon breton de l'Exposition internationale des Arts décoratifs, Paris, 1925) ou Paul Fouillen (salon démontable à décor pyrogravé, vers 1935).
Image:Le Retour Henry Mosler 1879.jpg|Henry Mosler, Le retour du fils prodigue (1879).

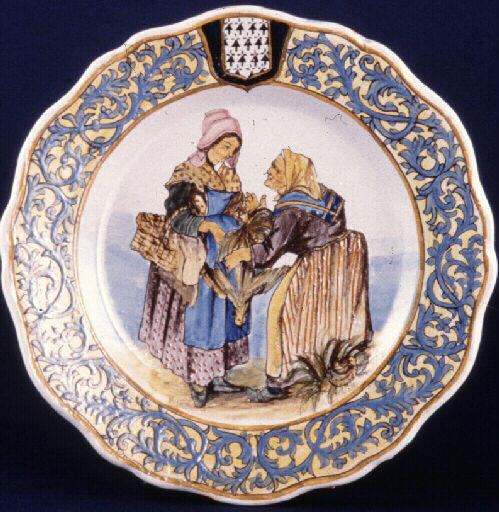
Deux femmes sur un marché à Recouvrance (faïence de Quimper, Porquier-Beau, 4e quart XIXe siècle).

Au troisième niveau, la section consacrée à la faïence quimperoise propose une collection dont la constitution a commencé au milieu du XIXe siècle et ne s'est depuis jamais interrompue : faïence de luxe du XVIIIe siècle, poteries et faïences populaires des XVIIIe, XIXe et XXe siècles, diversité des styles savants après 1870 (tableaux sur faïence par Alfred Beau, pièces décorées par le peintre Yan' Dargent, décors botanique et invention des décors à personnages bretons). Un ensemble de vitrines est consacré au renouveau de l'art céramique à Quimper durant la période dans l'Entre-deux-guerres, sous l'impulsion, notamment, de Mathurin Méheut (Service de la Mer, 1925 ; service de la Galette, Ex-voto, etc.) et de René Quillivic (Tête de jeune bigoudène, Le vieux pêcheur, etc.). Nombreuses créations de René-Yves Creston, Georges Robin et Pierre Abadie-Landel, membres du groupe des Seiz Breur (Sept Frères) Émile-Just Bachelet, François Bazin, François Caujan, etc. Grès Art déco de la série Odetta (années 1920-1930), pièces d'inspiration coloniale par Émile Monier, etc. La collection reflète également le renouveau de la céramique quimpéroise dans la seconde moitié du XXe siècle : créations des artistes de l'atelier Keraluc (Pierre Toulhoat, René Quéré, Paul Yvain, Xavier Krebs, Jos Le Corre, etc.). Dans l'escalier qui mène aux salles de la céramique, est exposé un ensemble de bas-reliefs (1952) dans lesquels Pierre Toulhoat a évoqué les croyances et les traditions bretonnes. La création contemporaine est présente dans la collection à travers les œuvres de Guy Trévoux, Jean-Claude et Marjatta Taburet, Enrique Marin ou Michel Costiou.
Les salles réservées à la faïence donnent sur l'espace où se tiennent les expositions temporaires régulièrement organisées par le musée. Les expositions sont principalement consacrées aux arts de la Bretagne et aux représentations des sites et populations de la région par des artistes (peintres, graveurs, sculpteurs) entre 1850 et 1950.

## Liste des œuvres présentées
La base Joconde du ministère de la Culture présente une sélection d'œuvres appartenant à la collection du musée (peinture du XIXe siècle, céramiques antérieures au XXe siècle, mobilier).
- Deux bannières de processions de 1988 par Pierre Toulhoat.
- Quarante estampes du graveur Jean Urvoy.